# 1976年沖縄県知事選挙
1976年沖縄県知事選挙（1976ねんおきなわけんちじせんきょ）は、沖縄県の執行機関である沖縄県知事を選出するため、1976年6月13日に投票が行われた選挙である。

## 概要
現職の屋良朝苗の任期満了に伴う知事選挙である。前回と同様、県知事選と同時に沖縄県議会議員選挙も行われた。
現職の屋良朝苗は出馬せず、新人同士の戦いとなった。
選挙は元沖縄県議会議員で沖縄社会大衆党委員長の平良幸市と元民社党衆議院議員の安里積千代との保革一騎討ちとなった。
選挙の結果、革新系のの平良幸市が3万2597票差をつけて当選した。

## 選挙日程及び有権者数
- 告示：1976年5月19日
- 投票日：1976年6月13日
- 投票日当日の有権者数

男性：名
女性：名

## 候補者
立候補者は以下の2名である。
| 候補者名   | 年齢 | 所属党派 | 新旧 | 推薦・支持党派     | 職業                 |
| ---------- | ---- | -------- | ---- | ------------------ | -------------------- |
| 平良幸市   | 67   | 無所属   | 新人 |                    | 沖縄社会大衆党委員長 |
| 安里積千代 | 73   | 無所属   | 新人 | 自由民主党・民社党 | 民社党委員長         |

## 選挙結果
革新系の平良が、安里を3万2597票差で下して初当選した。投票率は前回を約6％ほど上回った。
※当日有権者数：,人 最終投票率：82.07%（前回比：+5.75pts）
| 候補者名   | 年齢 | 所属党派 | 新旧別 | 得票数    | 得票率 | 推薦・支持 |
| ---------- | ---- | -------- | ------ | --------- | ------ | ---------- |
| 平良幸市   | 67   | 無所属   | 新     | 270,880票 | 53.20% |            |
| 安里積千代 | 73   | 無所属   | 新     | 238,283票 | 46.80% | 自民・民社 |